# Флорес, Сесар
Сесар Флорес Прието (исп. César Flores Prieto; Пустой шаблон {{ВД-Преамбула}} ) — боливийский футболист, нападающий клуба «Хорхе Вильстерманн».

## Клубная карьера
Флорес — воспитанник клуба «Хорхе Вильстерманн». 2 марта 2024 года в матче против «Боливара» он дебютировал в боливийской Примеры.

## Международная карьера
В 2023 году Флорес в составе юношеской сборной Боливии принял участие в юношеском чемпионате Южной Америки в Эквадоре. На турнире он сыграл в матче против сборной Перу, Аргентины и Венесуэлы.